# 東京都立浅草高等学校
東京都立浅草高等学校（とうきょうとりつ あさくさこうとうがっこう）は、東京都台東区今戸一丁目に所在する東京都立高等学校。

## 概要
2006年に台東商業（全・定）・上野・両国・墨田川・小松川・小岩の定時制課程を統合し、都立では2校目の単位制高校として台東商業高校校舎を継承し開校された。午前部・午後部・夜間部の3部制に分かれ単位制 普通科である。

## 沿革
- 2006年4月1日 東京都立浅草高等学校として、台東商業高校内に開校。
- 2006年11月18日 開校記念式典挙行。

## 教育目標
- 才知壮健

1　生徒の持つ可能性を見つけ伸ばし、知恵と勇気を持って人生の難関を乗り越えていける自信と力を培う。
2　他者を思いやり、使命感を持って、積極的に社会に貢献できる人間を育成する。
3　生涯を通して健康で活力のある生活を送るための基礎となる、健やかな心と体をつくる。

## 交通
- 都営バス
  - 東42-1・東42-2 「浅草七丁目」バス停より徒歩1分
  - 草64 「浅草警察署前」バス停より徒歩6分
- 東京メトロ銀座線・東武伊勢崎線浅草駅より徒歩12分
- 都営浅草線浅草駅より徒歩15分
- つくばエクスプレス浅草駅より徒歩17分

## 学校行事
- 4月 - 入学式、1学期始業式
- 6月 - 中間考査、体育祭、進路ガイダンス
- 9月 - 期末考査、1学期終業式
- 10月 - 2学期始業式、文化祭
- 12月 - 中間考査
- 3月 - 学年末考査、卒業式、2学期終業式

## 部活動
硬式テニス部：女子ダブルス 2008年度春、秋、2009年度春 秋優勝　男子ダブルス2009年度春 3位　2010年度春、2位、3位

サッカー部：2008年度2位　2010年度優勝　全国大会出場

男子バレー部：2008年男子バレー部設立　
2010年度初優勝　全国大会初出場ベスト8

女子バレー部：2008年度 3位

陸上同好会：2009年度男子3段跳び全国大会出場　2010年度女子200m走　全国大会出場

アンサンブル同好会：第32回 東京都高等学校アンサンブルコンテスト 2010年度 銅賞

卓球部：男子シングルス2010年度優勝　全国大会出場

## 制服
標準服（ブレザー）を採用。

## 著名な出身者
- 田本清嵐（俳優）